# ELIN
Die ELIN Aktiengesellschaft für elektrische Industrie entstand 1908 aus den Pichlerwerken im steirischen Weiz und war auf den Generator-, Trafo-, Schaltanlagen-, Leitungs- und elektrischen Anlagenbau spezialisiert. 1959 folgte der Zusammenschluss mit der AEG (ELIN-UNION AG für elektrische Industrie). 30 Jahre später wurde das Unternehmen in ELIN Energieanwendung und ELIN Energieversorgung aufgespalten.

## Geschichte

### Bis 1918
Im Jahr 1892 gründete der damals 26-jährige Ingenieur Franz Pichler im steirischen Weiz die F. Pichler Werke. Erzeugt wurden elektrische Maschinen, darunter auch bereits Dynamos für die Vernickelung und Gleichstrom-Nebenschlussdynamos in der ersten Werkstätte in der Birkfelderstraße.
1897 wurde das Unternehmen nach dem durch Eigenkapitalmangel erforderlich gewesenen Eintritt von Cornel Masal in Weizer Elektrizitätswerke Franz Pichler & Co. umbenannt. Eine erste große Fabrikshalle im Ausmaß von 350 m² konnte errichtet werden. Der im aufstrebenden Technologiezweig Elektrizität tätige Betrieb expandierte und eröffnete erste Außenbüros und -posten.

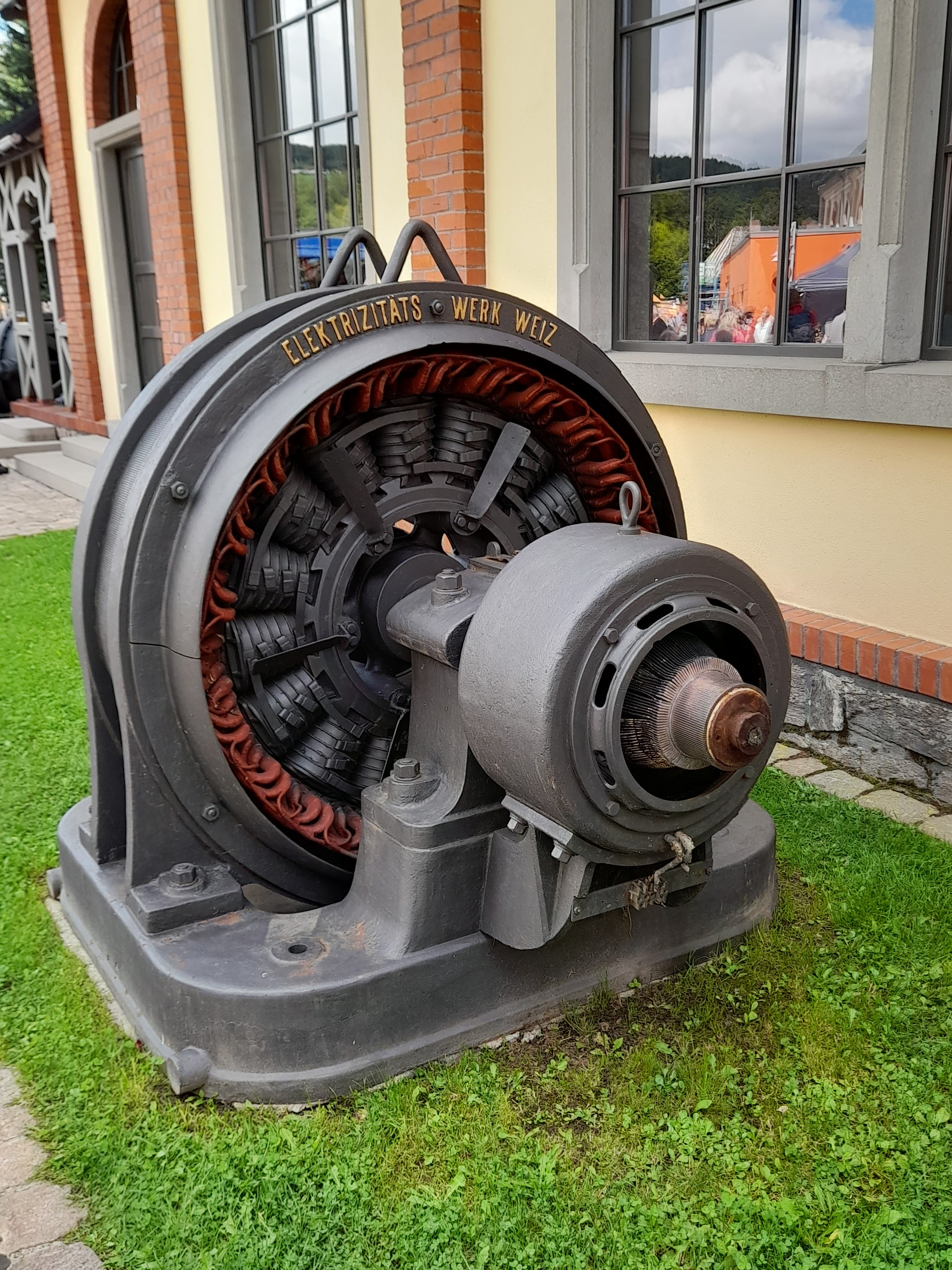
Generator von Franz Pichler in der Saigerhütte Grünthal

Der Konkurrenzkampf mit den damals schon großen Konzernen Österreichische Siemens-Schuckert-Werke und AEG ließ die finanzielle Stärkung durch die Einlage des Ingenieurs Masal schon bald verblassen. Im Jahr 1900 trat daher die Wiener „Gesellschaft für elektrische Industrie“ als stiller Gesellschafter in das Unternehmen ein. Durch die neue Verbindung entstanden Verkaufsbüros in Wien und der weitere Ausbau der Fabrik in Weiz wurde vorangetrieben. Neue Maschinen und Werkzeuge wurden angeschafft und in den Jahren darauf kamen einige Neuentwicklungen zustande, wie 800-kW-Generatoren, mehrpolige Gleichstrommaschinen und das Kühlrippenpatent.
Im Jahr 1908 entschloss sich Pichler zur Umwandlung des Unternehmens in eine Aktiengesellschaft, um mehr Eigenkapital zu beschaffen. Das Unternehmen hieß fortan „ELIN Aktiengesellschaft für elektrische Industrie“ und bot vom elektrischen Maschinen- und Schaltgerätebau bis zur Antriebs- und Schweißtechnik bereits ein breites Leistungsspektrum auf.
Während des Ersten Weltkriegs ging der Verkauf an Privatkunden deutlich zurück, während Rüstungsaufträge immer häufiger eintrafen. Das Unternehmen stellte Geschosse, Motoren und Transformatoren für die k.u.k.-Armee her und erhielt sogar einen Geheimauftrag zur Herstellung elektrischer Einrichtungen von U-Booten. Zu dieser Zeit erfolgte auch der Bahnanschluss der Fabrik in Weiz, was den bis dahin mühseligen Transport zum Bahnhof ersetzte.

### 1918 bis 1938
Nachdem Franz Pichler im August 1919 einem Herzinfarkt erlegen war, wurde Ingenieur Emanuel Rosenberg, der unter anderem durch die Erfindung der Querfeld-Schweißmaschine bekannt wurde, sein Nachfolger. Ab März 1922 befand sich die Aktienmehrheit des Unternehmens im Besitz der Anglo-Austrian Bank.
Nach der Weltwirtschaftskrise in den Jahren nach 1929, die dem Unternehmen große Absatzprobleme bescherte, die es aber dennoch überstehen konnte, wurde nach mehreren Akquisitionen die Erzeugung von Elektroherden ins Sortiment aufgenommen. Auch ein Kurzschlussläufer, der unter dem Namen „Robax-Motor“ bekannt wurde, wurde entwickelt. Für die Wiener Städtischen Elektrizitätswerke und den Sender Bisamberg der RAVAG lieferte ELIN jeweils Gleichrichteranlagen, ebenso für die 1931 in Betrieb genommene Lokalbahn Feldbach – Bad Gleichenberg. Produkte der ELIN wurden bis nach Ägypten und Russland geliefert. Die Lieferung von elektrischen Ausrüstungen zur Elektrifizierung von Eisenbahnen und die Konstruktion von Elektrolokomotiven und -triebwagen für die Österreichischen Bundesbahnen, die Wiener Elektrische Stadtbahn, die Steiermärkischen Landesbahnen und die Wiener Lokalbahnen brachten der ELIN als Elektrofirma großes Renommee.

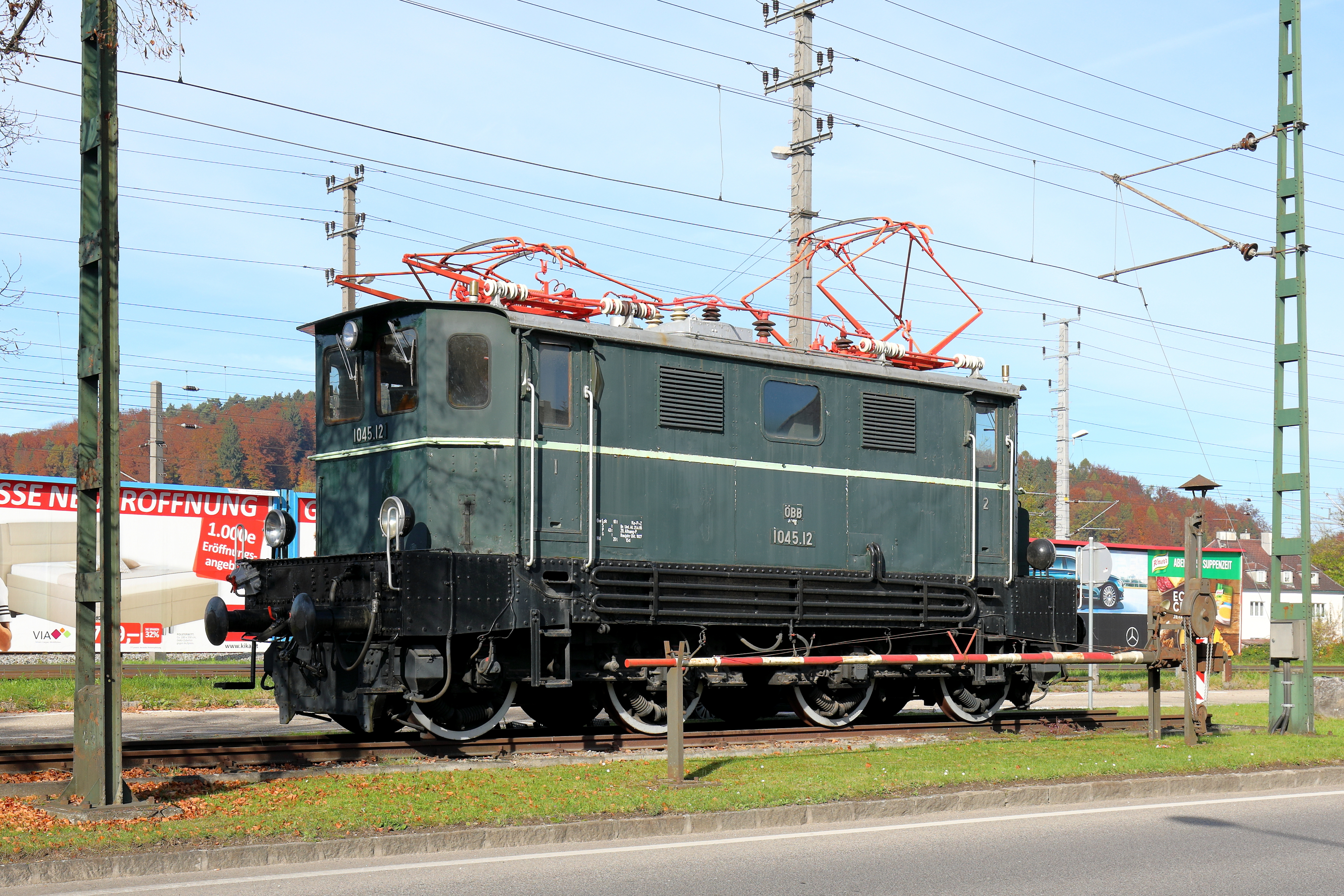
Elektrolokomotive BBÖ 1170 von 1927

### 1938 bis 1945
Im Zuge der Arisierung durch die Nationalsozialisten nach dem Anschluss an das Deutsche Reich kam es zu einer vollständigen Umbesetzung der Weizer und Wiener Direktion. Die ELIN wurde zudem mit der rheinischen Schorch-Werke AG verschmolzen, wodurch sich Änderungen in der Organisation und in der Fabrikation ergaben, die sich negativ auf das Unternehmen auswirkten. Mit dem Beginn des Zweiten Weltkriegs stellten sich große Rüstungsaufträge für U-Boot-Ausrüstungen, Motoren, Transformatoren und Schweißumformer für die Kriegsmarine und das Heer ein.

### Nach 1945
Nach dem Krieg transportierte die sowjetische Besatzungsmacht fast alle Maschinen und Werkzeuge ab, die beschädigten Betriebsgebäude wurden unter Karl Widdmann, der die Leitung der Fabrik übernahm, wiederaufgebaut. Im Jahr 1946 wurde die ELIN verstaatlicht, womit die Fabriken in Penzing, Ottakring und Weiz in das Eigentum der Republik Österreich übergingen. Die restlichen Fabrikationsstätten führten bis zu ihrer Rückgabe 1955 als USIA-Betriebe eine Art Eigenleben unter der sowjetischen Verwaltung. Nach einer Neuorganisation und durch die Beschaffung von Auslandskrediten war die ELIN jedoch bald wieder in der Lage, bedeutende Großprojekte auszuführen. So konnte zum Beispiel das Kraftwerksprojekt Glockner-Kaprun, an dessen Errichtung die ELIN einen Großteil Anteil hatte, vollzogen werden.

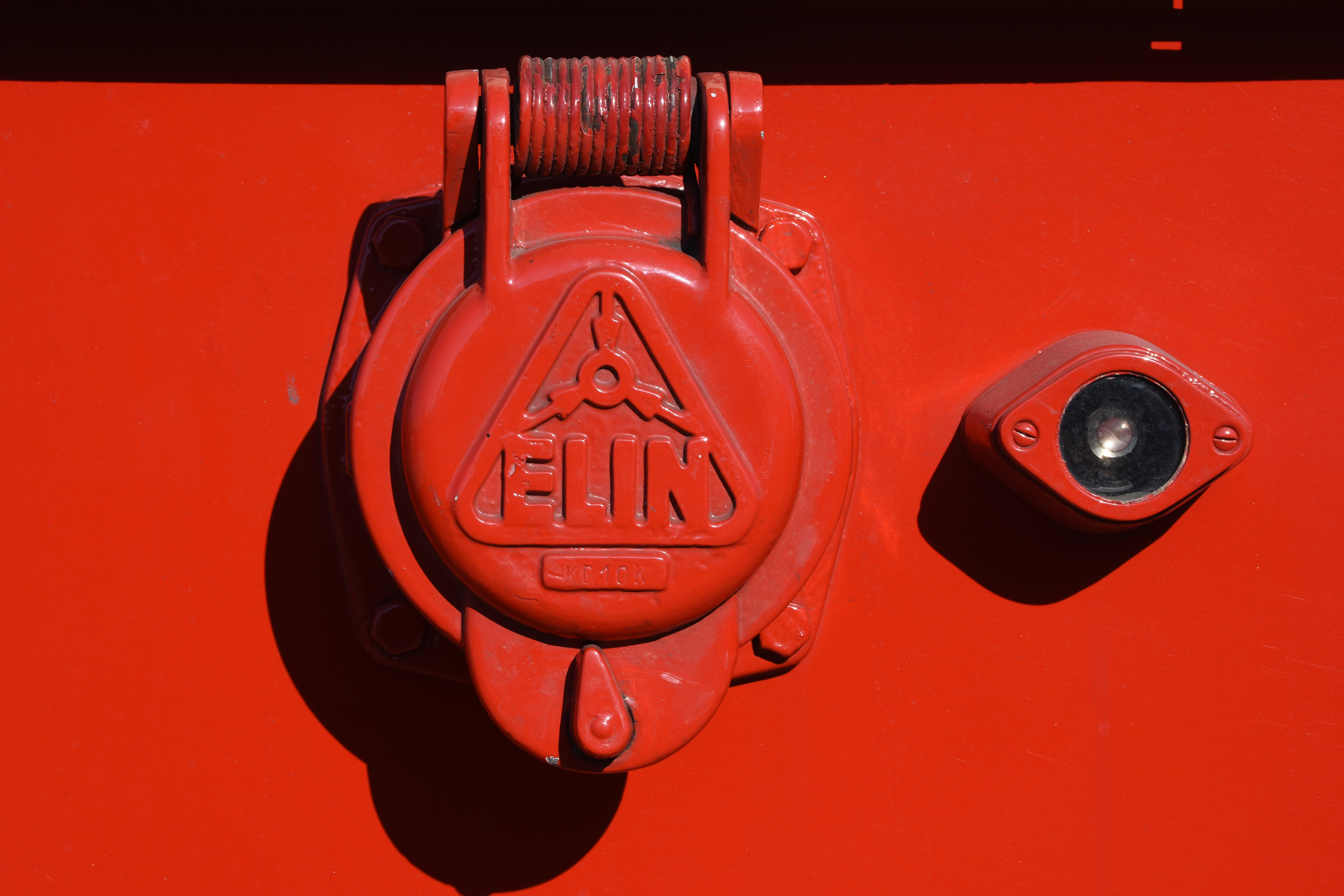
Sog. „ELIN-Dose“ (Mehrfachsteckdose) mit einem früheren Logo des Unternehmens an einem alten Wiener Straßenbahnwagen

Im Zuge der branchenmäßigen Zusammenfassung verstaatlichter Betriebe wurde im Jahr 1959 die österreichische AEG-Union mit der ELIN unter dem Namen „ELIN-UNION AG für elektrische Industrie“ fusioniert. Es folgten eine Straffung und ein weiterer Ausbau der Produktionsstätten des Konzerns sowie der Neubau eines zentralen Verwaltungsgebäudes in Penzing. Die billig produzierende Konkurrenz bedeutete für das Unternehmen, dass noch knapper kalkuliert werden musste, um genügend Mittel für Neuanschaffungen frei zu haben, was auch auf Kosten der Mitarbeiterlöhne ging. Die Auslastung der Produktionsstätten nahm ab, da Großkunden weniger investierten. Weitere Umstrukturierungen im Produktionsbereich waren nötig.
In den Jahren 1967 und 1971 wurden Verträge mit dem Siemens-Konzern abgeschlossen, die neben einer Aufteilung des Erzeugungsprogrammes auch eine gegenseitige Belieferung und den Zugang zu Lizenzen vorsahen. ELIN startete ein großes Sanierungsprogramm, das die Zusammenlegung der Wiener Betriebsstätten in das Werk Wien-Floridsdorf sowie den Ausbau der Fabrik Weiz vorsah. Gleichzeitig wurden unrentable Produktionszweige aufgelassen, wodurch sich ELIN zum größten österreichischen Unternehmen auf dem Starkstromsektor entwickelte, das auf fast allen Gebieten der Elektrotechnik und Elektronik tätig war. Im Rahmen des Konsortiums ABES bzw. BES war ELIN auch an der quotenmäßigen Lieferung elektrischer Ausrüstungen für Triebfahrzeuge der Österreichischen Bundesbahnen, wie z. B. der mit Thyristorsteuerung ausgestatteten Schnellbahntriebwagen Reihe 4020, beteiligt.

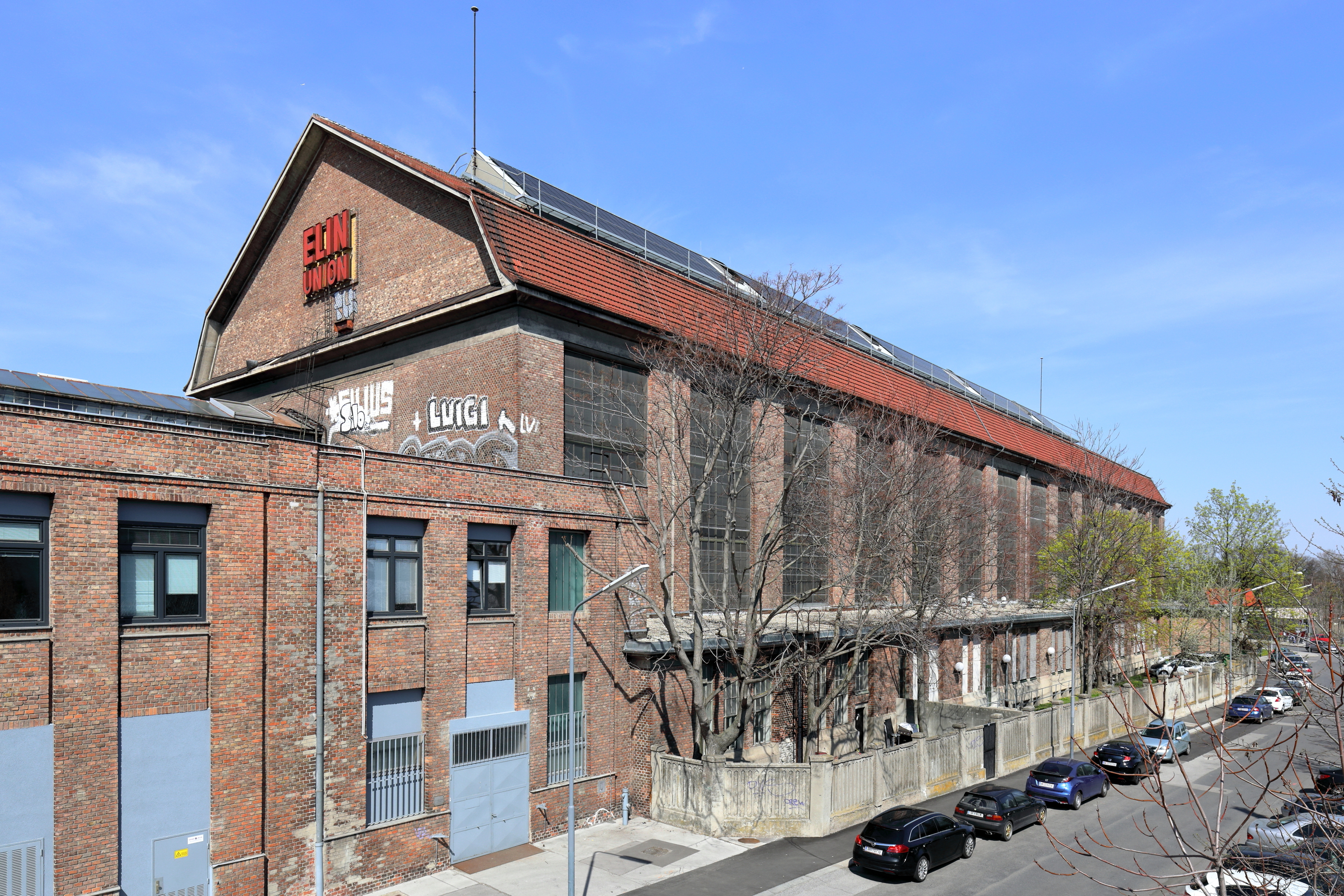
Maschinenhalle der ehemaligen ELIN-Union-Fabrik in Wien-Donaustadt (früher AEG-Union)

Die Ölkrise Anfang der 1980er Jahre führte zu einem weltweiten Konjunktureinbruch, was in der verstaatlichten Industrie durch starke Auftragsrückgänge bemerkbar wurde. Der enorme Konkurrenzdruck, der Verlust von Marktanteilen, steigende Kosten bei sinkenden Erträgen, und die geringe Investitionstätigkeit der österreichischen Wirtschaft zwangen zu einer Neuordnung der ELIN-UNION AG im Jahr 1989. Das Unternehmen wurde in die Elin Energieversorgung Ges.m.b.H. (EEV) und die Elin Energieanwendung Ges.m.b.H. (EEA) aufgeteilt, und eine Service Ges.m.b.H. wurde ebenfalls gegründet. Weiter wurde der Transformatorenbereich in ein eigenständiges Tochterunternehmen ELIN Transformatoren GmbH sowie ELIN Motoren GmbH ausgegliedert. Alle Teilunternehmen erhielten 1992 bzw. 1996 die Staatliche Auszeichnung und durften das Bundeswappen Österreichs im Geschäftsverkehr verwenden.
1994 wurde die VA Technologie AG gegründet und die ELIN-Union aufgeteilt.
- Aus der ELIN Energieanwendung entstand die VA TECH ELIN EBG (Infrastruktur).
- Aus der ELIN Energieversorgung entstanden die VA Tech Hydro (Energieerzeugung) und
- die VA TECH T&D (Energieübertragung & -verteilung).

Durch die Übernahme des VA Tech-Konzerns 2006 durch Siemens wurde die ELIN EBG später zur Siemens Elin und die T&D in Siemens PTD integriert. Die Hydro musste verkauft werden und ist jetzt im Besitz der Andritz AG.
Nach mehreren Umstrukturierungen war ELIN seit dem 8. August 2008 ein Unternehmen der Ortner Gruppe und der Siemens AG Österreich. Seit Oktober 2008 firmierte dieses Unternehmen unter dem Namen ELIN GmbH & Co KG. Seit dem 30. November 2011 gehört die Marke ELIN nach dem Rückzug von Siemens Österreich nun vollständig zur Ortner Gruppe.

### Unternehmensstandorte – National
- Wien
- Linz
- Salzburg
- Sankt Pölten
- Kärnten
- Tirol/Vorarlberg
- Eisenstadt
- Graz

### Unternehmensstandorte – International

Ehemaliges ELIN Austria-Logo

- Prag
- München
- Düsseldorf
- Stuttgart
- Posen
- Warschau